# Adrian Gjølberg
Adrian Gjølberg (né le 23 février 1989 à Tønsberg), est un ancien coureur cycliste norvégien, reconverti en tant que directeur sportif dans l'équipe FixIT.no.

## Biographie
Adrian Gjølberg naît le 23 février 1989 à Tønsberg.
En 2007, il termine 3e d'une étape du Grand Prix Rüebliland, manche de la Coupe du monde UCI Juniors. Il se classe également 2e du championnat de Norvège du contre-la-montre par équipes juniors. En 2008, il est 3e du championnat de Norvège sur route espoirs à 19 ans.
Stagiaire fin 2009 au sein de l'équipe Trek Adecco, Adrian Gjølberg s'engage finalement pour la formation Plussbank Cervélo. Il décroche cette année-là plusieurs victoires sur des courses nationales norvégiennes. Il s'impose sur une étape de l'Eidsvollrittet et remporte le classement général des Tønsberg 4-dagers, ainsi que deux étapes.
En 2011, il intègre l'équipe Joker Merida. Il remporte sa première victoire sur une course de l'UCI Asia Tour en septembre lors du Tour de Chine en devançant son compagnon d'échappée Muradian Khalmuratov, futur vainqueur de l'épreuve.
En 2013, il remporte le contre-la-montre par équipes du Circuit des Ardennes international disputé à Charleville-Mézières au mois d'avril. Il se classe également 4e de la troisième étape de l'Okolo Jižních Čech. En 2014, il est 8e du Hadeland GP.

## Palmarès et classements mondiaux

### Palmarès
- 2007
  - 2e du championnat de Norvège du contre-la-montre par équipes juniors
- 2008
  - 3e du championnat de Norvège sur route espoirs
- 2010
  - 1re étape de l'Eidsvollrittet
  - Tønsberg 4-dagers :
    - Classement général
    - 2e et 3e étapes
- 2011
  - 1re étape du Tour de Chine
- 2013
  - 3e étape du Circuit des Ardennes international (contre-la-montre par équipes)
- 2016
  - Roserittet :
    - Classement général
    - 3e étape

### Classements mondiaux
| Année           | 2011 | 2012 | 2013   | 2014   |
| --------------- | ---- | ---- | ------ | ------ |
| UCI Asia Tour   | 116e |      |        |        |
| UCI Europe Tour |      |      | 1 152e | 1 012e |